# Rhopalosiphoninus ribesinus
Rhopalosiphoninus ribesinus är en insektsart. Rhopalosiphoninus ribesinus ingår i släktet Rhopalosiphoninus och familjen långrörsbladlöss. Inga underarter finns listade i Catalogue of Life.